# ليزلي بلانش
ليزلي بلانش (بالإنجليزية: Lesley Blanch؛ 6 يونيو 1904 – 7 مايو 2007 ) كانت كاتبة ومؤرخة ورحَّالة بريطانية. اشتهرت بروايتها شواطئ الحب البرية [الإنجليزية]، عن إيزابيل بيرون (التي تزوجت من المستعرب والمستكشف ريتشارد)، وجين ديغبي المزراب (السيدة إلينبورو، الجميلة في المجتمع التي انتهى بها الأمر بالعيش في الصحراء السورية مع زعيم بدوي)، وإيمي دو بوك دو ريفيري (امرأة دير فرنسية أسرها القراصنة وأرسلوها إلى حريم السلطان في إسطنبول)، وإيزابيل إيبرهارت (لغوية سويسرية شعرت براحة أكبر في ملابس الصبيان وعاشت بين العرب في الصحراء).